# SANDRE
Il Servizio di amministrazione nazionale e dei dati e dei riferimenti sull'acqua (in lingua francese Service d'administration nationale des données et référentiels sur l'eau, abbreviato in SANDRE), è un servizio francese che elabora il linguaggio comune dei dati informatici sulle acque all'interno del Sistema informatico sull'acqua (Système d'information sur l'eau) la cui conduzione funzionale è assicurata dall'Ufficio nazionale delle acque e dei mezzi acquatici (Office national de l'eau et des milieux aquatiques, abbr. Onema). Il suo segretariato è affidato all'Ufficio internazionale dell'acqua (Office international de l'eau).

## La missione
Il SANDRE ha il compito, nell'ambito del Sistema informatico sull'acqua, di descrivere i dati informatici sulle acque e di definire gli scenari tecnici che permettano  lo scambio di dati fra operatori, utilizzatori e banche-dati. Questi dati si basano sui dati di riferimento (elenchi di codici) amministrati dal medesimo Servizio.

## I suoi servizi
Il  SANDRE mette a disposizione documenti di specifiche di libero utilizzo per lo scambio dei dati sulle acque. Questi documenti aiutano in particolare alla concezione della banca-dati, dei file di scambio dati, dei servizi sul web, ecc. Il sostegno tecnico del SANDRE è un servizio di aiuto alla utilizzazione delle specifiche del medesimo. Esso propone particolarmente le conformità, procedure di test applicate a un sistema (software, data base, ecc.) per verificare la sua conformità alle specifiche del SANDRE. I dati di riferimento SANDRE sono informazioni elementari alfanumeriche di libero utilizzo (es.: elenchi di codici di molecole chimiche 
 o geografici necessari al fonzionamento d'un sistema informatico.
Il SANDRE potrà contribuire ad alimentare banche dati europee o internazionali, permettendo in particolare di ricercare soluzioni non violente a  conflitti legati all'acqua, tra cui, ad esempio, la banca-dati del programma dell'UNESCO, Potential Conflict to Cooperation Potential (PCCP- Dal conflitto potenziale al potenziale di cooperazione)  sui conflitti legati all'acqua e la cooperazione) che raggruppa esperti, organizzazioni, programmi universitari e altri corsi di formazione, per giocare un ruolo centrale d'informazione connesso ai corsi d'acqua transfrontalieri.
Un mezzo unico, in linea, che unisce l'atlante cartografico e il catalogo di metadati